# Nayel Nassar

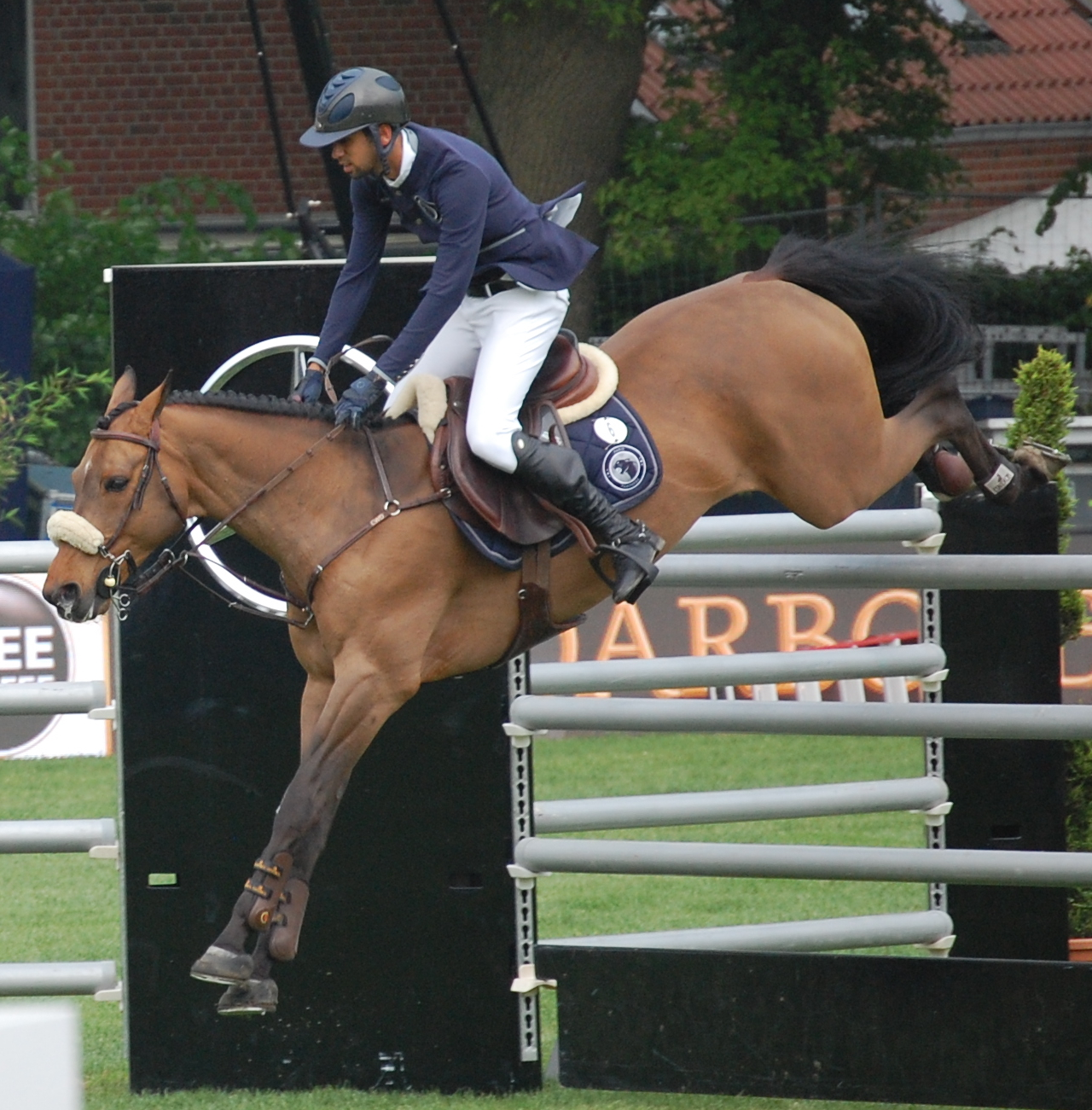
Nayel Nassar mit Lordan bei der Global-Champions-League-Etappe von Hamburg 2018

Nayel Nassar (arabisch نائل نصار, DMG Nāʾil Naṣṣār; * 21. Januar 1991 in Chicago, Illinois) ist ein professioneller ägyptisch-US-amerikanischer Springreiter.

## Privates
Nayel Nassar wurde in Chicago als Sohn ägyptischer, muslimischer Eltern geboren. Seine Jugend verbrachte er in Kuwait, wo seine Eltern ein Architektur- und Designbüro betrieben.
Er ist Absolvent der Stanford University, wo er 2013 seinen Bachelor-Abschluss in Wirtschaftswissenschaften erwarb. Am 29. Januar 2020 gaben Nassar und Jennifer Gates, Tochter von Bill Gates, ihre Verlobung bekannt. Am 16. Oktober 2021 heirateten sie in Westchester County, New York.

## Werdegang
Nassar begann im Alter von fünf Jahren im Kuwait Riding Centre mit dem Reiten und mit zehn Jahren mit dem Springreiten. Im Alter von 13 Jahren bestritt Nassar erste international ausgeschriebene Jugend-Springprüfungen aus arabischen Reitturnieren.
Bereits Anfang 2009 bestritt er ein Weltcupspringen der Arabischen Liga in Dubai. Bei den Panarabische Spielen gewann er mit der ägyptischen Equipe die Bronzemedaille und kam in der Einzelwertung auf den fünften Rang. Mehrfach nahm er an Weltcupfinals teil, auch bei Weltreiterspielen war er schon für Ägypten am Start. Er war als Reservereiter für Ägypten bei den Olympischen Sommerspielen 2012 in London nominiert. Bei den Afrikaspielen 2019 gewann er mit der Mannschaft die Silbermedaille.
Zu seinen wichtigen Erfolgen in Großen Preisen zählen die Siege im 400.000 US-Dollar dotierten CSI 5*-Grand Prix von New York City 2019 (einer Etappe des Longines Masters Grand Slam) und im Großen Preis beim Nationenpreisturnier der Schweiz 2021. Seit 2017 ist Nayel Nassar Teil des Global-Champions-League-Teams „Paris Panthers“ seiner Ehefrau Jennifer Gates.

## Sportliche Erfolge
- Weltmeisterschaften:
  - 2014, Caen: mit Lordan

- Weltcupfinals:
  - 2013, Göteborg: 37. Platz mit Vangelis S
  - 2014, Lyon: 18. Platz mit Lordan
  - 2017, Omaha: 32. Platz mit Lordan

- Afrikaspiele:
  - 2019, Rabat: mit Hermelien van de Hooghoeve Silbermedaille mit der Mannschaft und 14. Platz im Einzel

- Panarabische Spiele:
  - 2011, Doha: mit Vangelis S Bronzemedaille mit der Mannschaft und 5. Platz im Einzel[8]